# Камфора-10-сульфонилхлорид
Камфора-10-сульфонилхлорид — органическое вещество, хлорангидрид камфора-10-сульфокислоты. В органическом синтезе применяется для определения энантиомерного избытка, расщепления рацематов, получения хиральных реагентов и вспомогательных реагентов.

## Получение
Камфора-10-сульфонилхлорид получают из камфора-10-сульфокислоты при её обработке хлористым тионилом либо пентахлоридом фосфора. Очищают его перекристаллизацией из гексана или метанола.

## Строение и физические свойства
Камфора-10-сульфонилхлорид растворим в хлористом метилене, слаборастворим в диэтиловом эфире, нерастворим в воде.

## Химические свойства и применение

### Определение оптической чистоты
Камфора-10-сульфонилхлорид применяют как дериватизирующий реагент для определения оптической чистоты спиртов и аминов. Для этого спирт или амин вводят в реакцию с сульфонилхлоридом в хлористом метилене в присутствии основания (триэтиламина, пиридина или ДМАП). Наилучшие результаты этот реагент показывает в случае вторичных спиртов и β-гидроксиэфиров.
Получаемые диастереомерные эфиры дают в протонных спектрах ЯМР разные сигналы, что позволяет оценить их содержание. Иногда для разделения сигналов требуется использование шифт-реагента. Анализировать полученную смесь диастереомеров можно также при помощи высокоэффективной жидкостной хроматографии.
Аналогичную процедуру можно провести и с аминами. Однако, кроме того, получаемые сульфонамиды часто оказываются пригодными для кристаллографических исследований, что позволяет однозначно определить конфигурацию амина.

### Расщепление рацематов
Упомянутую дериватизацию спиртов и аминов камфора-10-сульфонилхлоридом используют не только для анализа, но и для разделения рацемических спиртов и аминов. Так, рацемические вторичные спирты можно расщеплять в виде камфорасульфонатных эфиров путём избирательной кристаллизации. В случае аминов можно применить разработанный для этих целей универсальный протокол разделения на ВЭЖХ.

### Синтез хиральных вспомогательных реагентов
Камфора-10-сульфонилхлорид применяют для получения хиральных сульфонамидов, сультама и оксатиана, которые далее используются как хиральные вспомогательные реагенты. Также им модифицируют диенофилы для проведения стереоселективной реакции Дильса — Альдера.